# ジャンボキング
ジャンボキングとは日本の競走馬である。1976年に行われた第10回スプリンターズステークスを最低人気で制した。名前の由来は尾崎将司の愛称・ジャンボである。TTGと同期。

## 略歴
1975年10月4日にデビューし、翌月のダートの未勝利戦で初勝利。2勝目は年が明けてからのダートの条件戦で、単勝3番人気というジャンボキングにとっては最も人気を背負っての勝利であった。3勝目は最低人気のオープン戦で、不良馬場で行われた芝のレース。この勝利から挑戦した日本ダービーは、20番人気で12着。この時点でのジャンボキングは、良くても「馬場状態が走りに影響しない、B級中距離馬」位の評価であった。
日本ダービーのあと小倉競馬場に遠征したが3戦して勝てず、毎日王冠では12頭立ての9着であった。このような状態であったため、1976年10月10日開催の第10回スプリンターズステークスに参戦したときも、芝1200メートルの持ちタイムが1分14秒5と出走馬中最低のジャンボキングを支持する者はほとんどなく、またも最低人気であった。だが、優勝候補と目されたボールドシンボリが出走を取り消して9頭立てで行われたレースは、ほかの有力候補が競り合った結果前半の600メートルが33秒7、同じく後半が36秒8のハイペースとなり、最後方からレースを進めていたジャンボキングが追い込みを決めて勝ったのである。騎手の的場均ともども初めての重賞勝ちとなった。単勝配当は4010円、枠番連勝は12860円の万馬券であった。
その後は、この年に参戦したステイヤーズステークス以外は短中距離路線で活躍。勝ち鞍は挙げられなかったものの、翌1977年の中日新聞杯でキングラナークの2着に粘り2度目の万馬券を演出。中央競馬でのラストランはスプリンターズステークス連覇をメイワキミコに阻止された（5頭立て3着）直後のオープン戦で、結果はトウショウボーイのレコード駆けの前にブービー負け（6頭立て5着）であった。

## 血統表
| ジャンボキングの血統（ブランドフォード系 / Vatout 4×5=9.38%、Blandford 4×5=9.38%） | ジャンボキングの血統（ブランドフォード系 / Vatout 4×5=9.38%、Blandford 4×5=9.38%） | ジャンボキングの血統（ブランドフォード系 / Vatout 4×5=9.38%、Blandford 4×5=9.38%） | （血統表の出典） | （血統表の出典） |
| 父 *カシム Cassim 1959 黒鹿毛                                                      | 父の父Tamerlane 1952 黒鹿毛                                                        | Persian Gulf                                                                       | Bahram           | Bahram           |
| 父 *カシム Cassim 1959 黒鹿毛                                                      | 父の父Tamerlane 1952 黒鹿毛                                                        | Persian Gulf                                                                       | Double Life      |                  |
| 父 *カシム Cassim 1959 黒鹿毛                                                      | 父の父Tamerlane 1952 黒鹿毛                                                        | Eastern Empress                                                                    | Nearco           | Nearco           |
| 父 *カシム Cassim 1959 黒鹿毛                                                      | 父の父Tamerlane 1952 黒鹿毛                                                        | Eastern Empress                                                                    | Cheveley Lady    |                  |
| 父 *カシム Cassim 1959 黒鹿毛                                                      | 父の母Prudent Polly 1944 鹿毛                                                      | Atout Maitre                                                                       | Vatout           | Vatout           |
| 父 *カシム Cassim 1959 黒鹿毛                                                      | 父の母Prudent Polly 1944 鹿毛                                                      | Atout Maitre                                                                       | Royal Mistress   |                  |
| 父 *カシム Cassim 1959 黒鹿毛                                                      | 父の母Prudent Polly 1944 鹿毛                                                      | Sister Anne                                                                        | Son-in-Law       | Son-in-Law       |
| 父 *カシム Cassim 1959 黒鹿毛                                                      | 父の母Prudent Polly 1944 鹿毛                                                      | Sister Anne                                                                        | Dutch Mary       |                  |
| 母 ダイゴホーザン 1960 栗毛                                                        | 母の父*ミツサクラ 1950 青毛                                                        | Touchwood                                                                          | Tout Change      | Tout Change      |
| 母 ダイゴホーザン 1960 栗毛                                                        | 母の父*ミツサクラ 1950 青毛                                                        | Touchwood                                                                          | Scotswood        |                  |
| 母 ダイゴホーザン 1960 栗毛                                                        | 母の父*ミツサクラ 1950 青毛                                                        | Cherrys Ticket                                                                     | Croupier         | Croupier         |
| 母 ダイゴホーザン 1960 栗毛                                                        | 母の父*ミツサクラ 1950 青毛                                                        | Cherrys Ticket                                                                     | Ticket           |                  |
| 母 ダイゴホーザン 1960 栗毛                                                        | 母の母ミツタカラ 1954 鹿毛                                                         | *プリメロ                                                                          | Blandford        | Blandford        |
| 母 ダイゴホーザン 1960 栗毛                                                        | 母の母ミツタカラ 1954 鹿毛                                                         | *プリメロ                                                                          | Athasi           |                  |
| 母 ダイゴホーザン 1960 栗毛                                                        | 母の母ミツタカラ 1954 鹿毛                                                         | タカラブネ                                                                         | 月友             | 月友             |
| 母 ダイゴホーザン 1960 栗毛                                                        | 母の母ミツタカラ 1954 鹿毛                                                         | タカラブネ                                                                         | 快宝 F-No.16     |                  |